# Lorenzo di Bonaventura
Lorenzo di Bonaventura (1957) amerikai filmproducer.
Az 1990-es években executive-ként tevékenykedett a Warner Bros. Picturesnél, mígnem a cég Worldwide Production (egész világra kiterjedő gyártásért felelős) elnökévé lépett elő. A stúdiónál töltött ideje alatt felfedezte és segítette a Mátrixot a megvalósulás felé vezető úton. Produkciós cége, a di Bonaventura Pictures a Paramount Pictureshöz tartozik. 
Az Orvlövész című filmen első ízben dolgozott együtt Antoine Fuqua rendezővel, következő kollaborációjuk 2009-re várható. 2007-ben került a mozikba eddigi legnagyszabásúbb filmje, a Transformers, melynek egyik executive producere Steven Spielberg.

## Munkái
- 2009. By All Means Necessary
- 2008. King Tut
- 2008. NowhereLand
- 2007. Csillagpor (Stardust)
- 2007. 1408
- 2007. Transformers
- 2007. Orvlövész (Shooter)
- 2005. Kisiklottak (Derailed)
- 2005. Doom
- 2005. Négy tesó (Four Brothers)
- 2005. Constantine, a démonvadász (Constantine)